# Rooster
«Rooster» (с англ. — «Задира») — песня американской гранж-группы Alice in Chains, четвёртый сингл из их второго альбома Dirt. Композиция была выпущена в качестве четвёртого сингла в 1993 году. Песня провела 20 недель в американском чарте Hot Mainstream Rock Tracks, где достигла 7-го места. «Rooster» фигурирует в концерном альбоме Unplugged (1996), а также во всех ключевых сборниках коллектива: Music Bank (1999), Greatest Hits (2001) и The Essential Alice in Chains (2006). Помимо этого демоверсия песни была включена в сборник Music Bank.

## Тематика песни
Песня была написана гитаристом Джерри Кантреллом в качестве дани своему отцу, Джерри Кантреллу-старшему, который служил в армии США во время войны во Вьетнаме. «Задира» (англ. «Rooster») — это детское прозвище, которым Кантрелла-старшего наградил его прадед из-за «дерзкого» характера подростка и его причёски — торчащие на макушке волосы напоминали петушиный гребень .
Прозвище «Петух» (англ. «Rooster») зачастую ошибочно приписывается солдатам, несущим пулемет M60 («Гордо шагающие пулеметчики»), вспышка дула из которого создаёт контур напоминающий петушиный хвост. Также, это прозвище ошибочно приписывают 101-й воздушно-десантной дивизии — в которой служил отец Кантрелла — солдаты которой носили шевроны с изображением белоголового орла. Поскольку во Вьетнаме не водятся эти птицы, вьетнамцы сравнивали это изображение с курицами, что привело бы к уничижительному выражению «цыплята» (англ. «chicken men») .

Кантрелл написал песню в начале 1991 года, когда гостил в доме Криса Корнелла и его жены Сьюзан Сильвер (менеджера Alice in Chains) в Сиэтле. Поздно ночью, в одиночестве, музыкант размышлял об отце и о психологических шрамах, полученных им во время пребывания во Вьетнаме, которые привели к распаду их семьи. Кантрелл написал текст от лица своего отца. Комментируя содержание песни гитарист отмечал: 
Песня стала началом процесса налаживания отношений между мной и моим отцом — от всего того вреда, который причинил ему Вьетнам. Это было мое восприятие его [военных] переживаний. Я впервые услышал как он рассказывает об этом когда мы сняли видео — он дал 45-минутное интервью [режиссёру] Марку Пеллингтону, и я был поражен, что он это сделал. Он был абсолютно спокоен, абсолютно невозмутим, он пошёл нам на встречу и хорошо провёл там время. Интервью даже довело его до слез. Это было прекрасно. Он сказал, что это был странный опыт, печальный опыт, и он надеялся, что никто другой не пройдет через подобное.

В 1992 году в интервью журналу Guitar for the Practicing Musician, отвечая на вопрос: «Чувствуете ли вы, что обращались [к своему отцу] через эту песню?», Кантрелл ответил: 
Точно. Он слышал эту песню. Он был на нашем концерте всего один раз, и я сыграл для него эту песню, когда мы выступали в клубе на разогреве у Игги Попа. Я никогда этого не забуду. Он стоял сзади и слышал всю её целиком. Конечно, я никогда не был во Вьетнаме, и он не хочет говорить об этом, но когда я написал её, я почувствовал, что это правильно... как будто это были вещи, которые он мог чувствовать или думать. Помню, когда мы играли, он стоял возле аппаратуры, и я его видел. Он был там в своей большой серой шляпе и ковбойскими сапогами — настоящий оклахомец — и в конце он снял шляпу и держал её в руках. И он все время плакал. Эта песня много значит для меня. Много.

В примечаниях к сборнику Music Bank, Кантрелл написал о песне следующее: 
Я думаю, что в демоверсии есть какой-то нерв которого, возможно, мы не смогли добиться [на „Dirt“], но в песне выпущенной на альбоме есть что-то своё ... качество, в первую очередь.

## Список композиций
| №  | Название                                   | Длительность |
| -- | ------------------------------------------ | ------------ |
| 1. | «Rooster»                                  | 6:18         |
| 2. | «Sickman»                                  | 5:29         |
| 3. | «It Ain't Like That» (из альбома Facelift) | 4:37         |

| №  | Название         | Длительность |
| -- | ---------------- | ------------ |
| 1. | «Rooster»        | 6:18         |
| 2. | «Dam That River» | 3:10         |

## Участники записи
- Лейн Стэйли — ведущий вокал
- Джерри Кантрелл — бэк-вокал, гитары
- Майк Старр — бас-гитара
- Шон Кинни — ударные, перкуссия

## Чарты
| Чарт (1993)                     | Высшая позиция |
| ------------------------------- | -------------- |
| США (Billboard Mainstream Rock) | 7              |